# Förköpsrätt
Förköpsrätt är en rättighet att vid försäljning träda i köparens ställe.
Termen används i Finland och användes i Sverige i synnerhet om kommuns rätt att vid försäljning av en fastighet inom kommunen träda i köparens ställe. Motsvarande rätt kan finnas till exempel för delägare till fastighet eller aktiebolag att lösa in andel som skulle säljas till tredje part.
Förköpsrätten (förkortas ibland ROFR eller RFR) finns även inom andra områden, och kan då gälla andra än materiella rättigheter så som rätten att träda in i ett distributionsavtal eller annan form av avtal. Om denna rätt inte erbjuds eller felaktigt erbjuds annan än den rättmätige rättighetsinnehavaren, kan denne kräva skadestånd. Ett avtal kan även stipulera att säljaren förhandlar med innehavaren av förköpsrätten så att den kan utnyttjas. 

## Kommuners förköpsrätt till fastigheter
Kommuners förköpsrätt regleras i Finland i förköpslagen, i Norge i Lov om løysingsrettar och reglerades i Sverige i lag om förköpsrätt. Den svenska lagen om förköpsrätt upphörde att gälla den 1 maj 2010.
Finländska kommuners förköpsrätt gäller inte exempelvis då försäljningen gäller mindre fastighet, då staten är köpare eller säljare eller då fastigheten säljs till make, barn eller person som redan är delägare i fastigheten.